# Molophilus mirla
Molophilus mirla är en tvåvingeart som beskrevs av Günther Theischinger 1992. Molophilus mirla ingår i släktet Molophilus och familjen småharkrankar. Inga underarter finns listade i Catalogue of Life.